# 헤라트

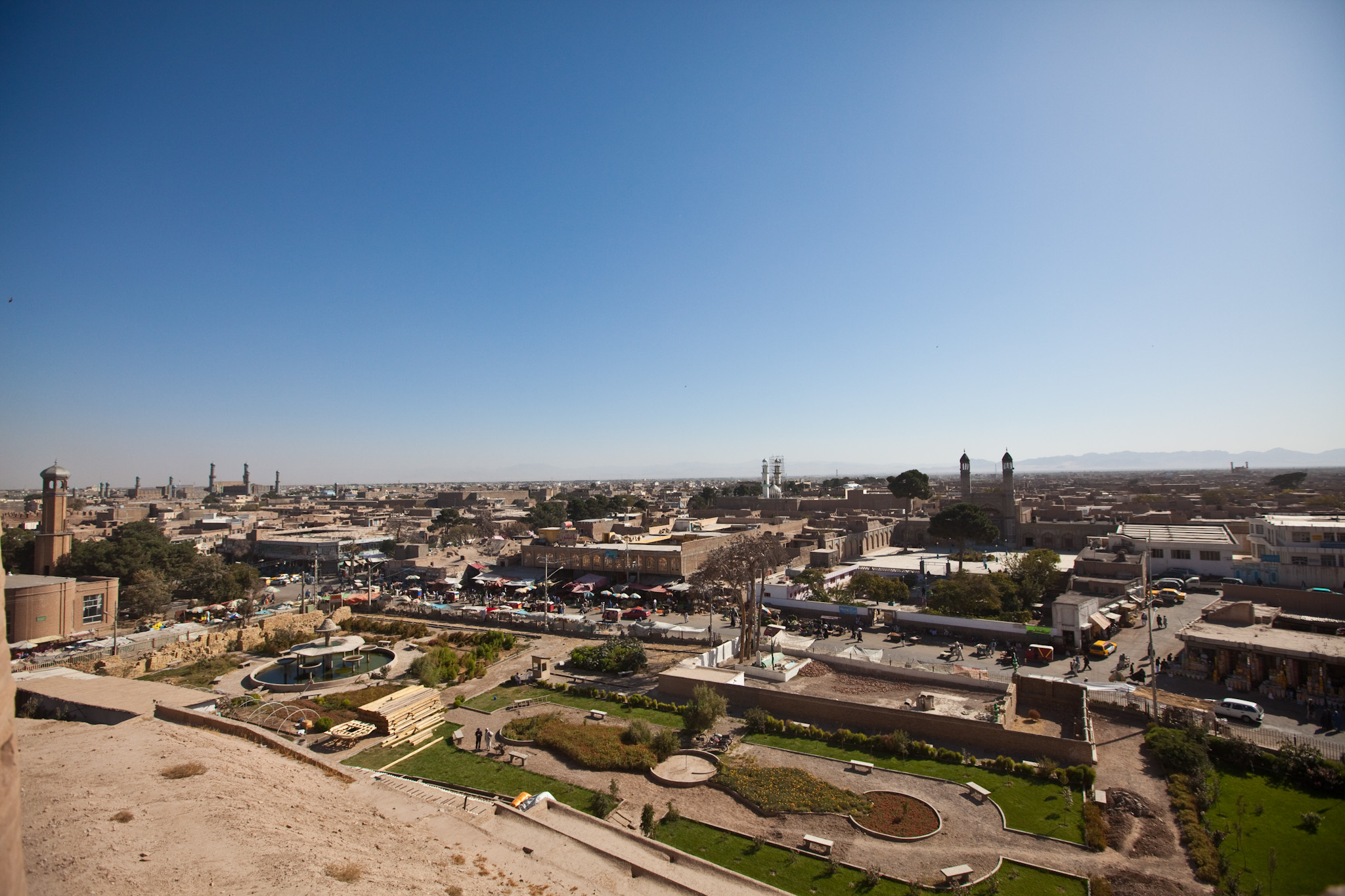
헤라트

헤라트(هرات)는 서부 아프가니스탄의 헤라트주의 주도이다. 그곳은 하리강의 계곡에 위치한다. 하리강은 중부 아프가니스탄의 산맥에서 투르크메니스탄의 카라쿰 사막으로 흐른다. 비옥한 영역에 위치하여 헤라트는 전통적으로 포도주로 유명하다. 헤라트는 아프가니스탄의 세 번째 도시이며 인구는 349,000명(2006 공식 통계)였다. 페르시아어를 사용하는 타지크족이 도시의 주요 거주자이며 동이란의 페르시아인과 같다.
헤라트는 많은 역사적인 건물이 있는 고대 도시이지만 이들은 근래의 수십 년간 다양한 군사적인 전투로 손상을 겪었다. 도시는 알렉산더 대왕에 의해 건설된 요새 유적이 많다.
중세에 헤라트는 호라산의 중요한 도시중의 하나가 되었다. 그곳은 호라산의 진주로 알려졌다.

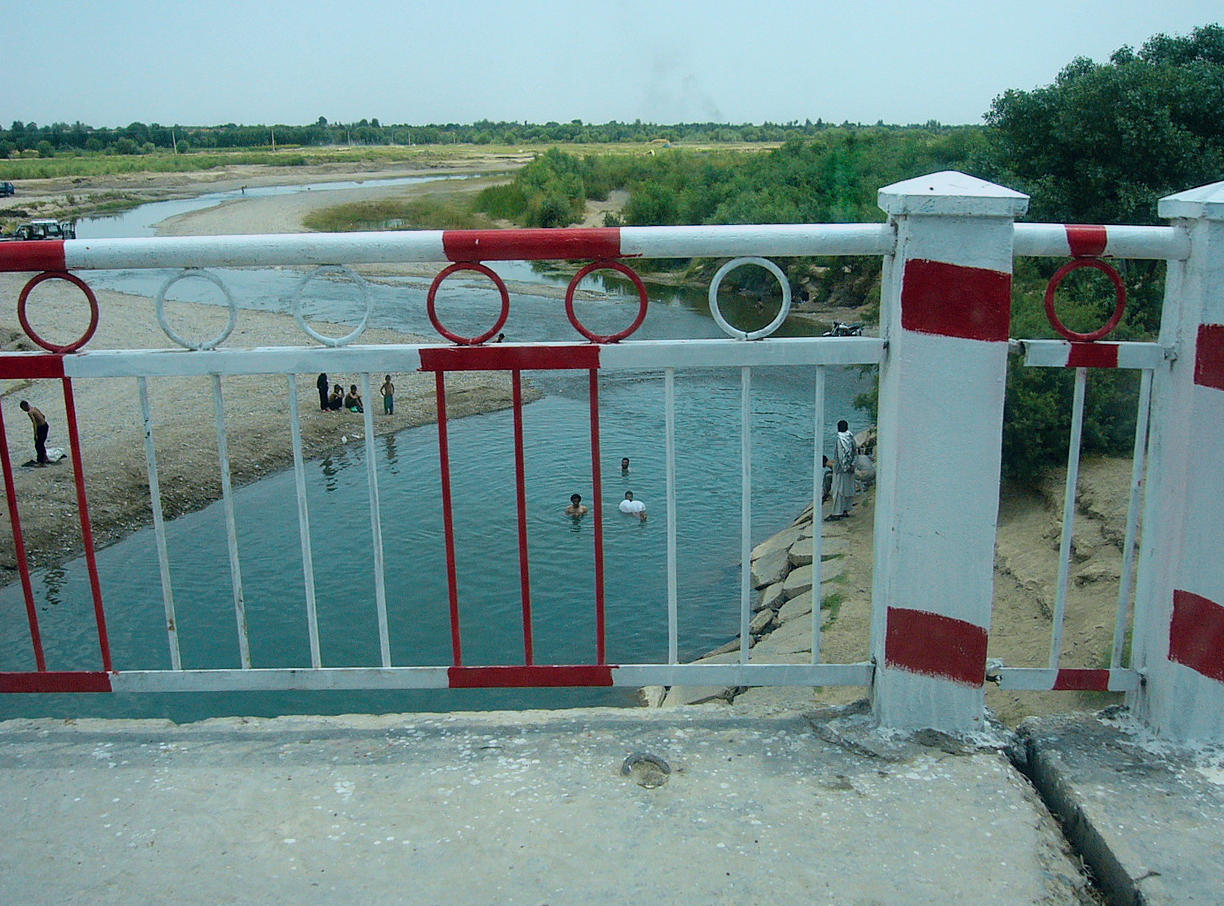
하리강

헤라트는 아랍, 인도, 중국과 유럽의 역사적인 고대 교역로 위에 위치한다. 헤라트에서 이란, 투르크메니스탄, 마자르이샤리프와 칸다하르로 가는 길은 아직까지도 전략적으로 중요하다.
시장은 Zana Wahide이다.

## 기후
| Herāt의 기후             | Herāt의 기후  | Herāt의 기후 | Herāt의 기후 | Herāt의 기후 | Herāt의 기후 | Herāt의 기후 | Herāt의 기후 | Herāt의 기후 | Herāt의 기후 | Herāt의 기후 | Herāt의 기후 | Herāt의 기후 | Herāt의 기후  |
| 월                       | 1월           | 2월          | 3월          | 4월          | 5월          | 6월          | 7월          | 8월          | 9월          | 10월         | 11월         | 12월         | 연간          |
| ------------------------ | ------------- | ------------ | ------------ | ------------ | ------------ | ------------ | ------------ | ------------ | ------------ | ------------ | ------------ | ------------ | ------------- |
| 역대 최고 기온 °C (°F)   | 24.4 (75.9)   | 27.6 (81.7)  | 31.0 (87.8)  | 37.8 (100.0) | 39.7 (103.5) | 44.6 (112.3) | 50.0 (122.0) | 42.7 (108.9) | 39.3 (102.7) | 37.0 (98.6)  | 30.0 (86.0)  | 26.5 (79.7)  | 50.0 (122.0)  |
| 일평균 최고 기온 °C (°F) | 9.1 (48.4)    | 11.9 (53.4)  | 17.9 (64.2)  | 24.0 (75.2)  | 29.6 (85.3)  | 35.0 (95.0)  | 36.7 (98.1)  | 35.1 (95.2)  | 31.4 (88.5)  | 25.0 (77.0)  | 17.8 (64.0)  | 12.0 (53.6)  | 23.8 (74.8)   |
| 일일 평균 기온 °C (°F)   | 2.9 (37.2)    | 5.5 (41.9)   | 10.2 (50.4)  | 16.3 (61.3)  | 22.1 (71.8)  | 27.2 (81.0)  | 29.8 (85.6)  | 28.0 (82.4)  | 22.9 (73.2)  | 16.1 (61.0)  | 8.8 (47.8)   | 4.7 (40.5)   | 16.2 (61.2)   |
| 일평균 최저 기온 °C (°F) | −2.9 (26.8)   | −0.6 (30.9)  | 3.8 (38.8)   | 9.1 (48.4)   | 13.3 (55.9)  | 18.2 (64.8)  | 21.2 (70.2)  | 19.2 (66.6)  | 13.2 (55.8)  | 7.4 (45.3)   | 1.0 (33.8)   | −1.4 (29.5)  | 8.5 (47.2)    |
| 역대 최저 기온 °C (°F)   | −26.7 (−16.1) | −20.5 (−4.9) | −13.3 (8.1)  | −2.3 (27.9)  | 0.8 (33.4)   | 9.7 (49.5)   | 14.7 (58.5)  | 8.4 (47.1)   | 1.3 (34.3)   | −5.6 (21.9)  | −12.8 (9.0)  | −22.7 (−8.9) | −26.7 (−16.1) |
| 평균 강수량 mm (인치)    | 51.6 (2.03)   | 44.8 (1.76)  | 55.1 (2.17)  | 29.2 (1.15)  | 9.8 (0.39)   | 0.0 (0.0)    | 0.0 (0.0)    | 0.0 (0.0)    | 0.0 (0.0)    | 1.7 (0.07)   | 10.9 (0.43)  | 35.8 (1.41)  | 238.9 (9.41)  |
| 평균 강우일수            | 6             | 8            | 8            | 7            | 2            | 0            | 0            | 0            | 0            | 1            | 3            | 5            | 40            |
| 평균 강설일수            | 2             | 2            | 1            | 0            | 0            | 0            | 0            | 0            | 0            | 0            | 0            | 1            | 6             |
| 평균 상대 습도 (%)       | 72            | 69           | 62           | 56           | 45           | 34           | 30           | 30           | 34           | 42           | 55           | 67           | 50            |
| 평균 월간 일조시간       | 149.3         | 153.5        | 202.5        | 235.7        | 329.6        | 362.6        | 378.6        | 344.8        | 323.2        | 274.0        | 235.0        | 143.1        | 3,131.9       |
| 출처: NOAA (1959–1983)   |               |              |              |              |              |              |              |              |              |              |              |              |               |

## 같이 보기
- 아프가니스탄의 지리
- 호라산
- 아프가니스탄의 역사